# Погост-Саблё
Погост-Саблё — деревня в  в Батецком районе Новгородской области России. Входит в состав Мойкинского сельского поселения.

## География
Деревня находится в северо-западной части Новгородской области, в зоне хвойно-широколиственных лесов, на берегу реки Луги.
Соединена мостами с деревней Воронино (на правом берегу Луги), на левом берегу реки неподалёку от Погоста-Саблё ниже по течению — деревня Саблё, выше по течению — деревня Яковлева Горка, а 4 км восточнее — деревня Огурково.

## История
Упоминается в русских летописях под 1240 годом, в связи с предстоящими сражениями Александра Невского:

Тои же зимѣ приидоша Нѣмцѣ на Водь съ Чюдью, и повоеваша и дань на них возложишя, а город учиниша в Копорьи погостѣ. И не то бысть зло, нь и Тѣсово взяша, и гонящася за 30 веръстъ до Новаграда, гость биющи; и сѣмо Лугу и до Сабля. Новгородци же послаша къ Ярославу по князя, и дасть имъ сына своего Андрѣя. Тогда же сдумавше новгородци, послаша владыку с мужи опять по Александра; а на волость на Новгородскую наидоша Литва, Нѣмци, Чюдь, и поима по Луги вси конѣ и скот, и нѣлзѣ бяше орати по селомъ, нь нѣцѣмъ, и яко вдасть Ярославъ сына своего Александра опять.

Центр Успенского Сабельского погоста Новгородского уезда в Шелонской пятине (по левому берегу реки Луги) и в Водской пятине (по правому берегу реки Луги). 
До упразднения уездно-губернского деления в 1927 году село в составе Черновской волости Новгородского уезда Новгородской губернии.
До муниципальной реформы деревня была подчинена Воронинскому сельсовету, затем Воронинской сельской администрации Батецкого района.

## Население
| 2010 |
| ---- |
| 8    |

### Национальный состав
Согласно результатам переписи 2002 года, в национальной структуре населения русские составляли 100 % из 11 чел.

## Инфраструктура
Личное подсобное хозяйство с зоной сельскохозяйственного использования, индивидуальная застройка усадебного типа.

## Достопримечательности
Действующий православный храм Успения Божьей матери.

## Транспорт
Деревня доступна автотранспортом.